# Haloragis acutangula
Haloragis acutangula är en slingeväxtart som beskrevs av F. Müll.. Haloragis acutangula ingår i släktet Haloragis och familjen slingeväxter. Inga underarter finns listade i Catalogue of Life.